# Zentrales Dogma der Molekularbiologie
Das Zentrale Dogma der Molekularbiologie ist eine 1958 von Francis Crick publizierte Hypothese über den möglichen Informationsfluss zwischen den Biopolymeren DNA, RNA und Protein. Sie beschreibt die Übertragung der Information, die durch die Reihenfolge (Sequenz) von Monomeren (Nukleotide bei DNA und RNA, Aminosäuren bei Proteinen) festgelegt ist. Das Zentrale Dogma ist – auch wenn es kritische Stimmen gibt – weithin akzeptiert und wird auch heute noch als einer der Grundpfeiler der Molekularbiologie angesehen.

## Entwicklung der Hypothese
Notizen von Crick vom Oktober 1956 belegen, dass er sich schon damals mit der Hypothese des Zentralen Dogmas beschäftigte. Am 19. September 1957 stellte er sie in einem Vortrag am University College London vor. Im Oktober 1957 veröffentlichte Bemerkungen in diesem Sinn in seinem Artikel zu Nukleinsäuren im Scientific American. Im selben Monat stellte er das Manuskript seines Aufsatzes On protein synthesis fertig, in dem er das Dogma formulierte und der 1958 als Artikel in der Zeitschrift The Symposia of the Society for Experimental Biology erschien.
In Cricks ursprünglicher Form besagt die Hypothese:

“once (sequential) information has passed into protein it cannot get out again”

„Wenn (sequenzielle) Information einmal in ein Protein übersetzt wurde, kann sie dort nicht wieder herausgelangen.“

Ein ähnliches Dogma, nämlich dass vor der Proteinsynthese Information von DNA zu RNA fließt, wurde 1960 von Jean Brachet formuliert und 1965 von James D. Watson in seinem Buch Molecular biology of the gene popularisiert. 1968 nahm Watson in seinem Buch Die Doppelhelix (Kapitel 21) für sich in Anspruch, diese Idee schon Anfang der 1950er Jahre gehabt zu haben. Ideen in derselben Richtung hatten auch schon André Boivin (1949) und Alexander Dounce (1953). Dieses Dogma wurde widerlegt, als Howard Temin und David Baltimore die reverse Transkriptase entdeckten und zeigten, dass auch Information von RNA zu DNA fließen kann.
Daraufhin erschien in der Zeitschrift Nature im Jahr 1970 ein Editorial mit dem Titel Central dogma reversed (sinngemäß „Umkehrung des Zentralen Dogmas“). Crick reagierte in der nächsten Ausgabe mit dem Artikel Central dogma of molecular biology, in dem er zu Recht klarstellte, er habe nie ausgeschlossen, dass Information auch von RNA zu DNA fließen kann. In diesem Artikel gab Crick eine alternative Formulierung seines Dogmas an:

“It states that information cannot be transferred back from protein to either protein or nucleic acid.”

„Es kann keine sequenzielle Information von Protein zu einem Protein oder zu Nukleinsäure übertragen werden.“

Crick bereute den in der Naturwissenschaft unüblichen Namen „Dogma“ später, denn er beabsichtigte keineswegs, einen Lehrsatz mit unumstößlichem Wahrheitsgehalt zu formulieren. 1976 sagte er: 

“I just didn’t know what dogma meant. And I could just as well have called it the Central Hypothesis […] Dogma was just a catch phrase.”

„Ich wußte einfach nicht, was Dogma bedeutete. Und ich hätte es ebenso gut Zentrale Hypothese nennen können […] Dogma war nur ein Schlagwort.“

## Arten des Informationstransfers

Gemäß dem Zentralen Dogma erlaubte Übertragungsarten sequentieller Information. Für den durch gestrichelte Pfeile repräsentierten Transfer gab es 1958 noch keine Beweise.

Die neun theoretisch möglichen Arten der Übertragung von sequentieller Informationen zwischen DNA, RNA und Protein können nach Crick (1970) in drei Bereiche eingeteilt werden: Die allgemeinen Übertragungsarten geschehen mit seltenen Ausnahmen in jeder Zelle. Die Existenz spezieller Übertragungsarten ist bekannt, allerdings geschehen diese nur unter bestimmten Bedingungen in bestimmten Organismen. Die Existenz der verbleibenden Übertragungsarten konnte dagegen bis heute nicht gezeigt werden und würde das Zentrale Dogma widerlegen.
Allgemeine Übertragungsarten
- DNA → DNA: Replikation
- DNA → RNA: Transkription
- RNA → Protein: Translation

Spezielle Übertragungsarten
- RNA → RNA: RNA-Replikation, geschieht z. B. bei RNA-Viren (Beispiel: Poliovirus) durch RNA-abhängige RNA-Polymerasen und bei Viroiden
- RNA → DNA: Reverse Transkription, geschieht z. B. bei Retroviren durch das Enzym Reverse Transkriptase oder in Eukaryoten durch die Telomerase
- DNA → Protein: Direkte Translation von DNA zu Protein, wurde in vitro in zellfreien Umgebungen nachgewiesen.[5][6]

Unbekannte, nach dem Zentralen Dogma verbotene Übertragungsarten
- Protein → DNA
- Protein → RNA
- Protein → Protein

## Rezeption
Das Zentrale Dogma der Molekularbiologie wurde seit seiner Formulierung immer wieder kritisiert und als obsolet erklärt.
In vielen Lehrbüchern ist das Dogma allerdings nicht in der von Crick intendierten Fassung dargestellt, sondern in einer restriktiveren Version, die aus James Watsons Lehrbuch Molecular Biology of the Gene stammt und besagt, dass sequenzielle Information von DNA über RNA zum Protein übertragen wird und somit nur die allgemeinen Übertragungsarten umfasst. Diese vereinfachende Version beschreibt zwar den typischen Ablauf des Informationstransfers, sie ist aber als allgemeingültiges „Dogma“ verstanden nicht zutreffend, wie auch Crick anmerkte. Viele „Widerlegungen“ des Zentralen Dogmas beruhen auf diesem Missverständnis.
Aber auch gegen das Zentrale Dogma in Cricks ursprünglicher Version wurden mehrere Argumente angeführt, darunter folgende:
Prionen wurden zunächst als Beispiel für eine „verbotene“ Art von Protein-Protein-Informationsübertragung vermutet. Allerdings sind Prionen nach heutigem Forschungsstand Proteine, die die Konformation anderer Proteine verändern können und damit keine sequenzielle Information übertragen.
Vertreter der Systembiologie betonen verschiedene regulatorische Feedbackmechanismen von Proteinen zu Nukleinsäuren, die es erfordern, eine Zelle als komplexes Netzwerk zu behandeln, in dem Informationsübertragung sequenzieller Natur keine hervorzuhebende Rolle spielt. Aus dieser Sicht beschreibt das Zentrale Dogma nur einen Teil des Informationsflusses. Kritisiert wird dagegen, dass es zur Rechtfertigung einer reduktionistischen Forschungsmethodik verwendet wird, die Organismen in einem Bottom-up-Ansatz bei den Genen anfangend verstehen möchte.